# National Glider Association
La National Glider Association (NGA) est une association éphémère de vol à voile, fondée à l'instigation de Edward S. Evans, un industriel de Détroit, dont le but était de promouvoir le vol à voile aux États-Unis. C'est un prédécesseur et précurseur de la Soaring Society of America. La National Glider Association fut d'abord créée en 1929 par Evans comme un club sportif, appelé Evans Glider club,, qu'Evans a ensuite converti en National Glider Association. Des difficultés financières résultant de la Crise de 1929 provoquèrent la dissolution de l'Association en octobre 1931, et la Soaring Society of America fut fondée en 1932.
Sous les auspices de Evans, sont créés les deux premiers concours nationaux de vol à voile à Elmira, les National Soaring Contests de 1930 et 1931. Ils étaient récompensés par le Edward S. Evans Trophy, connu par la suite comme Richard C. du Pont Memorial Trophy,. Evans est intronisé au Soaring Hall of Fame depuis 2002, qui reconnaît les personnes qui ont contribué à l'essor du vol à voile aux États-Unis.

## Histoire
Le 30 mai 1928, à Provincetown (cap Cod), sont invités par l'American Motorless Aviation Club, les pilotes de planeur allemands Paul Laubenthal, Paul-Franz Rohr et Peter Hesselbach de la Rhön-Rossitten Gesellschaft, pour mettre en place la première école de planeur officielle aux États-Unis (« pour apprendre à l'Amérique à voler sans essence » [sic]); ils viennent avec leurs planeurs D-17 Darmstadt (en), qui sont les premiers planeurs à vraiment ressembler aux planeurs modernes. Leurs vols ont fait beaucoup de publicité.
Dans la foulée, la NGA a été créée, et organisés les deux premiers concours nationaux de vol à voile à Elmira (National Soaring Contests de 1930 et 1931) ; Harris Hill à Elmira a été choisie pour ses côtés en grande partie boisés et ses crêtes orientées dans toutes les directions. Le site avait été découvert par Jack O'Meara et Wolfgang Klemperer (président de la NGA, cofondateur de la SSA, puis vice-président de la SSA). À cette époque très peu de gens comprenaient les mécanismes du vol à voile ; la science du vol était allemande, forgée sur la Wasserkuppe, les Allemands avaient appris du vol à voile sur l'aérodynamique, le design structurel et la météorologie ; rompant avec la configuration d'aile bi- ou triplan de la Première Guerre mondiale, ils ont été les premiers à comprendre que seule une longue portée d'aile améliore l'efficacité des planeurs.
Avant la guerre, le vol à voile en Allemagne, comme en Amérique, était pratiquement à l'arrêt, les premiers aéronefs sans moteur remisés dans les musées ; puis vint la guerre et le traité de paix porta un coup fatal à l'industrie aéronautique allemande ; avec un nouvel enthousiasme, l'Allemagne se tourna alors vers le vol sans moteur.
En 1928, avec des machines sûres, l'Allemagne avait modernisé le vol à voile; quinze mille Allemands font alors du vol à voile; les clubs de vol à voile en Allemagne sont aussi nombreux que les clubs de golf en Amérique ; en 1928, l'Allemand Ferdinand Schulz détient en outre tous les records du monde de vol à voile et contribue de manière significative à l'enthousiasme généralisé pour le vol à voile, en Allemagne et partout dans le monde; en 1928 il a lancé son avion à voile sans moteur du haut de l'une des grandes dunes de sable qui bordent la mer Baltique, dans le nord-est de l'Allemagne et a plané, a manœuvré un poids plume dans les courants d'air ascendants pendant plus de 14 heures(le 05 mai 1927, validé par la FAI, Schulz détient les records de vitesse à 55 km/h - sur circuit fermé sans atterrissage supérieure à 1 km -, de durée avec 14 heures 7 minutes et de distance aller-retour à 455,80 km, qu'il faut comparer au record américain des Wright, de dix minutes, qui a été pendant dix ans un record du monde).
La même année, où les trois Allemands débarquent à Cap Cod, Edward S. Evans un industriel de Détroit (et alors président de Aircraft Bureau of Detroit Board of Commerce qui est responsable de la régulation de l'aviation), qui avait envoyé son fils sur la Wasserkuppe, fonde l'Evans Glider Club à Détroit et il supervise sa conversion en National Glider Association en 1929,. Au fil du temps, des clubs vont se former aux États-Unis. De nombreuses demandes d'assistance vont être reçues du Canada, du Mexique, de l'Australie et de la Nouvelle-Zélande, et des contacts vont être établis avec la Rhon-Rossitten Gesellschaft et la British Gliding Association; en 1931, l'Association comptera 60 clubs et environ 1 800 membres (Il existait alors près de 200 clubs de planeurs aux États-Unis avec environ 3 000 membres.)
À la suite de ses efforts, de nombreuses personnes dans la région de Detroit on construit des planeurs de type secondary et de nouveaux fabricants de planeurs ont été formés, notamment Gliders Incorporated, Stone Aircraft, Frankfort Gliders, Midwest Gliders et Franklin Gliders. Le Lawrence Institut of Technology (LIT) à Highland Park, un quartier de Detroit, est devenu d'autre part un centre du vol à voile important du Michigan. L'ingénieur aéronautique Jack Laister a formé le LIT glider club, y faisant voler des planeurs de sa propre conception (plus tard Laister formera Laister Kauffman qui produira le Laister-Kauffman TG-4 Yankee doodle pour l'armée)
Bien que la NGA se soit éteinte en 1931 (avec toutes les initiatives aéronautiques d'Evans), de ses cendres est née la Soaring Society of America. La première assemblée générale de l'association se tient à New York dans le McGraw-Hill Building le 20 février 1932 ; elle sera portée jusqu'en 1943 par Richard C. du Pont ; elle existe toujours aujourd'hui.
William B. Mayo (en), chef de la division aviation (en), Ford Motor Company, a été élu président de la NGA pour l'année 1930 lors de la récente réunion annuelle des administrateurs de l'association. Edward S. Evans, ancien président de l'association, a été élu président honoraire à vie. William B. Mayo est aussi de la Detroit Aircraft Corporation, présidée par Evans.
Evans fut dans certains cercles appelé « father of gliding and soaring in America ».

## Elmira Soaring Contest
Sous les auspices de Evans, ont été créés les deux premiers concours nationaux de vol à voile à Elmira (National Soaring Contests de 1930 et 1931) qui étaient récompensés par le Edward S. Evans Trophy: Le prix a été attribué pour la dernière fois en 1946. La même année où il est devenu la propriété permanente de John Robinson en 1946 lorsqu'il a remporté le championnat national trois fois de suite sur Zanonia (en). Richard C. du Pont gagné le trophée trois fois en 1934, 1935 et 1937.
L'endroit à Elmira a été choisi pour ses côtés en grande partie boisés et ses crêtes orientées dans toutes les directions. Le terrain n'avait qu'un seul inconvénient, c'est que pour chaque direction de vent, il fallait choisir un point de départ différent. Ces points sont souvent distants de plus d'une heure de route. Les collines vers Big Flats (champ no 6), et en particulier South Hill, sont si favorables dans leur position et leur contour que les planeurs utilitaires ou d'entraînement primaire pouvaient planer dans un vent très léger. Le fait que les deux collines se trouvent en travers de la vallée dans laquelle le vent souffle, la fermant comme un barrage, crée des vents de face très forts. En plus de cela, les collines sont très boisées et emmagasinent donc de la chaleur pendant la première partie de la journée. Cette énergie est libérée vers le soir, provoquant des ascendances thermiques. Il y a un courant ascendant supplémentaire sur South Hill qui n'est pas très fort mais qui peut toujours être ressenti: la chaleur qui émane de la ville d'Elmira, qui se trouve juste en face de la colline.

### National Soaring Contest Elmira, 1930
Le premier concours national de vol à voile s'est ouvert à Elmira, New York, le 21 septembre 1930 et a duré jusqu'au 5 octobre. Les inscriptions étaient limitées aux planeurs à fuselage fermé et les pilotes devaient être soit titulaires du FAI, d'un certificat de première classe ; d'un permis de seconde classe ; d'une licence de pilote de planeur commercial du Département du commerce ou être pilotes d'avion à moteur ayant une expérience préalable réussie en planeur.
Au total, 118 heures de vol en ascendance ont été réalisées par les 14 planeurs et 24 pilotes inscrits. Le vol le plus long a été effectué par Albert Hastings de Los Angeles, Californie, dans un Franklin " Utility ", (en) d'une durée de sept heures et 43 minutes. Il est le premier gagnant du Edward S. Evans Trophy pour la durée. La deuxième place est allée à Warren Eaton, de Norwich, N.Y., aux commandes d'un utilitaire Baker-McMillan (en) avec un vol de sept heures et 21 minutes., et la troisième place à J. K. O'Meara, aux commandes d'un utilitaire de la même compagnie, dont le vol de six heures et 48 minutes ont établi un nouveau record américain officiel en atterrissant au point de décollage, comme l'exigent les règles de la F.A.I. 
Cinq planeur ont parcouru 109 milles de vol à distance mesurée, et ici les planeurs allemands ont établi une suprématie définitive sur les américains. Wolf Hirth a parcouru la plus grande distance de 33 milles en vol. A. C. Haller de Pittsburgh, Pennsylvanie, aux commandes d'un planeur allemand, a effectué le deuxième meilleur vol de 13 milles. O'Meara dans son utilitaire a parcouru 10,43 milles. Neuf badges « C » ont été réussis. Le concours a été sanctionné par la National Aeronautic Association, représentant la Fédération aéronautique internationale (F.A.I.).

### National Soaring Contest Elmira, 1931
Les frères Schweizer sont présents.

## Séquelles
Lorsque les États-Unis sont entrés dans la Seconde Guerre mondiale fin 1941, après que le commandant de l'Air Corps, H.H.Arnold, ait donné le feu vert au développement de planeurs de troupes, et à l'achat de planeurs d'entraînement. Evans fut de ces personnes vers qui le général Arnold se tourna ; une rencontre se fait au 12th soaring contest à Elmira, État de New York le 14 juillet 1941,, suivie d'autres. Evans meurt le 7 septembre 1945.

## Primary glider
La National Glider Association a fait la promotion du Zögling, Alexander Lippisch et modifiée par Wolf Hirth. Les Primary gliders que l'on pouvait construire soi-même étaient un moyen bon marché d'aborder le vol à voile. De nombreux clubs ont cherché à construire les leurs à partir des plans fournis par la National Glider Association, mais relativement peu d'entre eux ont été achevés et très peu étaient très satisfaisants. Les Américains n'ont jamais aimé la méthode de lancement à l'élastique. C'était trop de travail. On pensait que les constructeurs d'avions seraient en mesure de les vendre pour aussi peu que 50 £ chacun, mais cela s'est avéré impossible et les prix de vente des fabricants ont varié de 70 £ à 100 £ pour ce type. Evans vendra également un Primary glider appelé Evans Primary glider, calqué sur le Zögling. Jusqu'en 1931, il y aurait eu dix-huit décès dans les Primary aux États-Unis.
Les origines du planeur d'entraînement monoplace remontent aux développements allemands dans les années 1920, lorsque le nombre d'entraîneurs biplaces était faible et qu'il était considéré possible d'effectuer la formation avec des monoplaces simples et robustes dès le départ. Les procédures de formation correspondantes ont été développées sous la direction de la Rhön-Rossitten Gesellschaft. Alexander Lippisch a conçu le Zögling, qui a pu s'affirmer comme le planeur de début standard. L'aile du monoplan avait un plan rectangulaire, le "fuselage" consistait en un cadre en forme de A, qui se terminait par une sorte de colonne pignon qui portait l'aile. Le siège et les commandes étaient disposés sur une "quille" solide. Un carénage était également souvent attaché, ce qui donnait une nacelle de fuselage qui réduisait quelque peu la traînée aérodynamique.
Les vols en pente étaient possibles avec le Zögling, mais lorsque le vent était effectivement suffisamment fort pour une portance importante, les conditions pour des vols en toute sécurité n'étaient plus certaines. Wolf Hirth a effectué une révision de le Zögling, au lieu de la poutre de queue en bois, il a utilisé quatre tubes en acier. En 1929, les dessins de construction de la version Hirth parvinrent aux États-Unis à la National Glider Association qui y avait été fondée peu de temps auparavant.
Lorsque la British Gliding Association (BGA) a été fondée plus tard la même année, la NGA a renvoyé ces dessins de l'autre côté de l'Atlantique à la BGA en guise de Good-will-act, dont un ensemble est allé au London Gliding Club, fondé en janvier 1930. RF Dagnall, propriétaire de la société RFD, qui avait déjà de l'expérience dans la construction de ballons et de dirigeables, proposa au London Gliding Club de construire un planeur d'entraînement basé sur les plans du Zögling modifiés. Le prototype est sorti le 16 avril. Piloté pour la première fois par des membres du club en mars 1930. Dans les mois qui ont suivi, 28 exemplaires RFD ont été produits, qui ont été nommés Daglings (Dag nall + Zög ling) d'après le fabricant. Quelle que soit leur origine, il est devenu plus tard courant d'appeler tous les planeurs de ce type des Daglings. En 1932, Dagnall a confié la construction complète du planeur à la British Aircraft Company, car il était déjà occupé par des contrats gouvernementaux. Mais après la mort de CH Lowe-Wylde, le fondateur et concepteur en chef de BAC, cette société a également abandonné la construction de planeurs et Slingsby a repris la construction du Dagling.

## Publication
- (en) Victor Wilfred Pagé, Henley's A B C of Gliding and Sailflying, Norman W. Henley publishing Company, 1930 (lire en ligne)
- (en) Wolf Hirth, Martin H. Schempp et Jack Herrick, Elmira Soaring Contest, 1930, National Advisory Committee for Aeronautics, 1931 (lire en ligne)